# Cybaeus multnoma
Cybaeus multnoma är en spindelart som beskrevs av Chamberlin och Ivie 1942. Cybaeus multnoma ingår i släktet Cybaeus och familjen vattenspindlar. Inga underarter finns listade i Catalogue of Life.